# Algorisme de Cristian
L'algorisme de Cristian és un algorisme per a sincronitzar rellotges que es pot usar en molts camps de la computació distribuïda. L'algorisme és probabilístic, és a dir només pot sincronitzar si el RTT és baix en comparació de la precisió desitjada. També té problemes en funcions on s'usa un sol servidor. Tampoc és adient per a nombroses aplicacions distribuïdes on la redundància seria important.